# Lista de unidades de conservação da Mata Atlântica

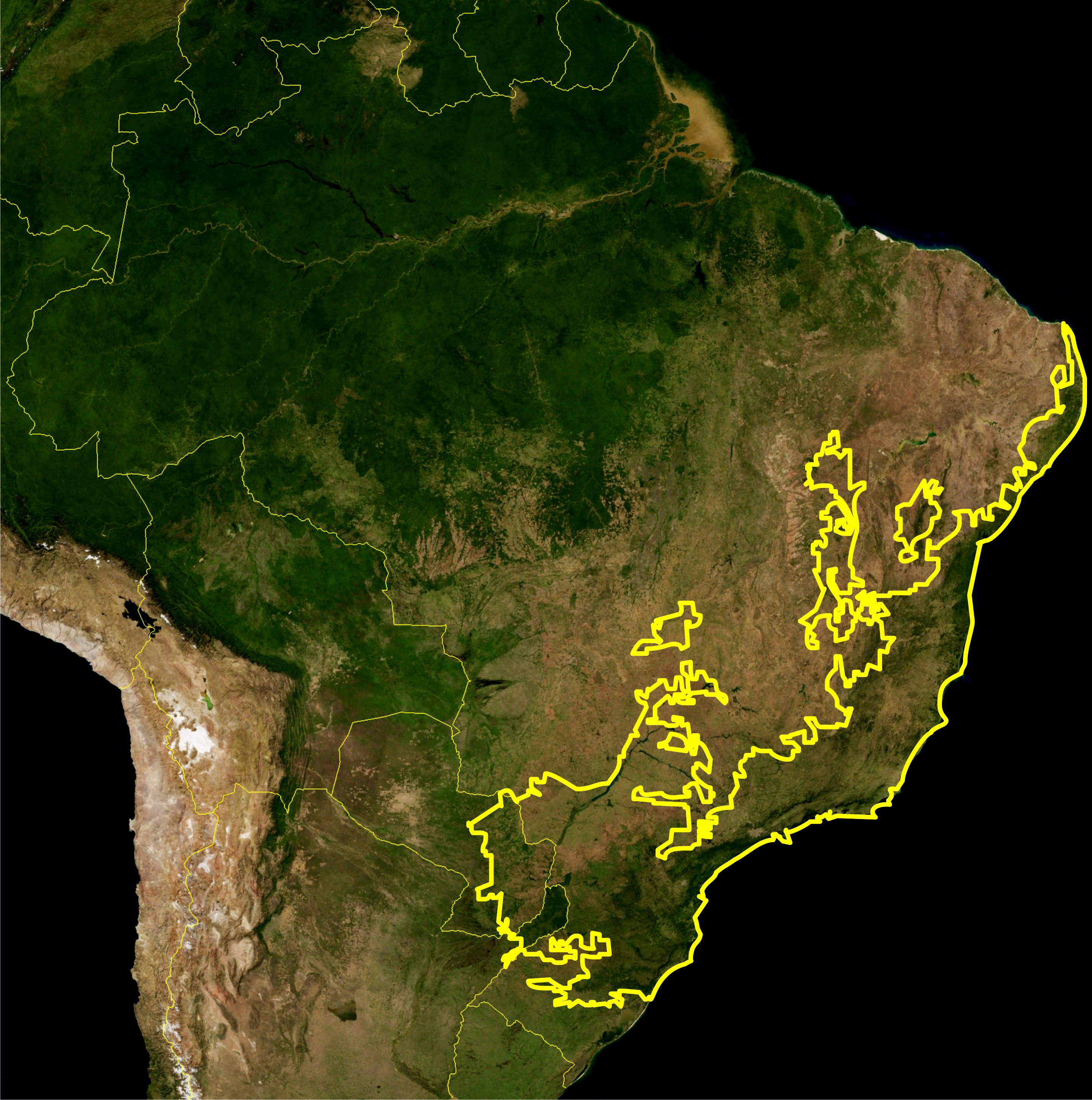
Domínio da Mata Atlântica, segundo o WWF.

No domínio da Mata Atlântica existem 131 unidades de conservação federais, 443 estaduais, 14 municipais e 124 privadas, distribuídas por dezesseis estados, com exceção de Goiás, no Brasil. O domínio da Mata Atlântica é provavelmente a região com o maior número de unidades de conservação na América Latina, entretanto, esses números grandiosos não são suficientes, visto que o sistema está longe de ser adequado: ainda assim, as áreas protegidas cobrem menos de 2% do bioma, as áreas de proteção integral protegem apenas 24% dos remanescentes, muitas unidades consistem de fragmentos muito pequenos e isolados, e metade das espécies de vertebrados ameaçadas não se encontram em qualquer área protegida. Outros problemas relacionados são a falta de infraestrutura para se manter as unidades de conservação e uma série de impasses com lideranças indígenas, como observado no Parque Estadual da Ilha do Cardoso, Parque Nacional de Superagüi e no Parque Nacional do Monte Pascoal.
Dentre todas as categorias de unidades de conservação brasileiras, as Reservas Naturais do Patrimônio Natural (RPPN) têm sido as mais importantes para o estabelecimento de  novas áreas protegidas, dado que a maior parte dos remanescentes de floresta ainda estão em propriedades particulares. Principalmente na região nordeste, as RPPNs protegem importantes fragmentos com espécies endêmicas e muito ameaçadas de extinção, principalmente de aves. Outra estratégia para criação de novas unidades é a compensação fiscal dada a municípios e estados que possuem áreas protegidas declaradas oficialmente (ICMS Ecológico).
Na Argentina e Paraguai existem importantes unidades de conservação da ecorregião da Floresta Atlântica do Alto Paraná, que no Brasil estão resumidos ao Parque Nacional do Iguaçu, o Parque Estadual Morro do Diabo e o Parque Estadual do Turvo.
As unidades de conservação na província de Misiones, na Serra do Mar e no sul da Bahia constituem mosaicos de grande interesse na conservação, visto que formam os maiores remanescentes contínuos da Mata Atlântica. É proposto, para a manutenção da biodiversidade e de processos ecológicos chaves, a criação de corredores unindo as unidades de conservação de cada uma dessas regiões.

## Parques Nacionais
| Nome                   | Imagem | País      | Data de Criação         | Área (ha) | Descrição |
| ---------------------- | ------ | --------- | ----------------------- | --------- | --- |
| Alto Cariri            |        | Brasil    | 11 de junho de 2010     | 19.264    | Localizado no sul da Bahia, esta unidade de conservação preserva remanescentes de floresta do complexo de serras do Alto Cariri. É o último local onde ainda se encontra o muriqui-do-norte no estado da Bahia.                                                                                                   |
| Aparados da Serra      |        | Brasil    | 7 de dezembro de 1969   | 13.041,58 | Localizado entre os estados do Rio Grande do Sul e Santa Catarina, o parque conserva porções significativas de Mata de Araucária e dos pampas. O relevo do parque chama a atenção pela presença de inúmeros desfiladeiros e cânions.                                                                              |
| Araucárias             |        | Brasil    | 19 de outubro de 2005   | 12.841    | É uma das maiores unidades de conservação da Mata de Araucária. |
| Caaguazú               |        | Paraguai  | 23 de fevereiro de 1976 | 16.000    | Localizado na Serra de Caaguazú, entre os rios Paraguai e Paraná, é uma importante unidade de conservação da Floresta Atlântica do Alto Paraná. |
| Caparaó                |        | Brasil    | 24 de maio de 1961      | 26.200    | Localizado entre os estados de Minas Gerais e Espírito Santo, cobrindo grande parte da Serra do Caparaó, consistindo em uma importante unidade de conservação das Florestas da Serra do Mar no Espírito Santo. |
| Cerro Corá             |        | Paraguai  | 11 de fevereiro de 1976 | 12.038    | Localizado no departamento de Amambay, é um dos maiores trechos de Mata Atlântica no nordeste do Paraguai. |
| Cerro Sarambi          |        | Paraguai  |                         | 30.000    | |
| Chapada Diamantina     |        | Brasil    | 17 de setembro de 1985  | 152.000   | Importante unidade de conservação por conta de sua beleza cênica e por conservar elementos de transição da Mata Atlântica com a Caatinga. |
| Descobrimento          |        | Brasil    | 20 de abril de 1999     | 21.129    | Forma, junto com outras unidades de conservação, um mosaico de remanescentes das Florestas Costeiras da Bahia. Local de grande biodiversidade, com espécies muito ameaçadas no bioma da Mata Atlântica, como a onça-pintada e o pau-brasil.                                                                       |
| Iguaçu                 |        | Brasil    | 10 de janeiro de 1939   | 185.262   | Maior unidade de conservação do oeste do Paraná, importante não só por sua beleza cênica (onde se localizam as Cataratas do Iguaçu), mas por possuir enorme biodiversidade. |
| Iguazú                 |        | Argentina | 9 de outubro de 1934    | 67.620    | Localizada na província de Misiones, consiste no lado argentino das Cataratas do Iguaçu. Grande importância por fazer parte de um corredor ecológico das Florestas do Alto Paraná na Argentina. |
| Ilha Grande            |        | Brasil    | 30 de setembro de 1997  | 78.875    | Localizado entre os estados do Mato Grosso do Sul e Paraná, preserva extensas várzeas do rio Paraná, além de parte do único trecho desse rio que ainda não foi represado no Brasil. |
| Itatiaia               |        | Brasil    | 14 de junho de 1937     | 28.041    | Localizado entre os estados de Minas Gerais e Rio de Janeiro, preservando ecossistemas relacionados à ecorregião das Florestas da Serra do Mar. |
| Monte Pascoal          |        | Brasil    | 29 de novembro de 1961  | 22.500    | Preserva remanescentes de florestas do sul da Bahia. Neste parque se localiza o Monte Pascoal, primeira elevação avistada pela esquadra de Pedro Álvares Cabral, em 1500. |
| Ñacunday               |        | Paraguai  | 20 de agosto de 1975    | 1.688     | Importante unidade de conservação paraguaia às margens do reservatória da UHE de Itaipu. Neste parque se localiza o Salto Ñacunday que possui notável beleza cênica. |
| Pau Brasil             |        | Brasil    | 20 de abril de 1999     | 18.934    | Situado no município de Porto Seguro, preserva importantes remanescentes das florestas do sul da Bahia, sendo um dos maiores reservatórios do pau-brasil. É Património Mundial pela UNESCO. |
| Pontões Capixabas      |        | Brasil    | 19 de dezembro de 2002  | 17.496    | Localizado na região noroeste do Espírito Santo, possui inúmeras cadeias montanhosas que atraem pela beleza cênica. O turismo de trilhas, escalada e voos panorâmicos são apreciados por turistas e montanhistas.                                                                                                 |
| Restinga de Jurubatiba |        | Brasil    | 6 de agosto de 2002     | 14.860    | É a única unidade de conservação do Rio de Janeiro a preservar o ecossistema da restinga. |
| Saint-Hilaire/Lange    |        | Brasil    | 23 de maio de 2001      | 24.500    | Localizado no litoral do Paraná, seu nome é em homenagem ao naturalista francês Auguste de Saint-Hilaire e ao biólogo brasileiro Roberto Ribas Lange. |
| São Joaquim            |        | Brasil    | 6 de julho de 1961      | 49.300    | Localizado no estado de Santa Catarina, protegendo importantes remanescentes de floresta neste estado. Relevo bastante irregular, o que confere notável beleza cênica por conta de inúmeras serras. |
| Serra da Bocaina       |        | Brasil    | 1 de novembro de 1974   | 131.688   | Localizado entre os estados do Rio de Janeiro e São Paulo. Junto com outras unidades de conservação, forma o maior trecho contínuo de Mata Atlântica no Brasil. Possui um alto grau de endemismo, e espécies muito ameaçadas na Mata Atlântica, como a onça-pintada.                                              |
| Serra das Lontras      |        | Brasil    | 10 de junho de 2010     | 11.343,69 | Junto com a Reserva Biológica de Una, forma importante complexo de remanescentes de floresta do sul da Bahia. Habitam espécies de primatas endêmicas da Mata Atlântica e com risco de extinção, como o macaco-prego-do-peito-amarelo e o mico-leão-de-cara-dourada.                                               |
| Serra do Itajaí        |        | Brasil    | 4 de junho de 2004      | 57.374    | Um dos maiores trechos de Mata Atlântica em Santa Catarina. |
| Serra dos Órgãos       |        | Brasil    | 30 de novembro de 1939  | 20.030    | Situado na região serrana do Rio de Janeiro, possui grande beleza cênica e atrativos para o alpinismo. Constitui, junto com outras unidades de conservação fluminenses o maior trecho de Mata Atlântica neste estado, com espécies criticamente em perigo no estado, como a onça-parda e o sagui-da-serra-escuro. |
| Serra Geral            |        | Brasil    | 20 de maio de 1992      | 17.300    | Localizado no Rio Grande do Sul, é limítrofe ao Parque Nacional de Aparados da Serra, constituindo com este e outras unidades de conservação um importante mosaico de remanescentes de floresta da Mata Atlântica no sul do Brasil.                                                                               |
| Superagüi              |        | Brasil    | 25 de abril de 1989     | 21.000    | Localizado no litoral do Paraná, é uma das mais importantes unidades de conservação do país, por ser o único local onde é encontrado o mico-leão-de-cara-preta. |
| Tijuca                 |        | Brasil    | 6 de julho de 1961      | 3.958,47  | É considerada a terceira maior floresta urbana do mundo, localizado no Rio de Janeiro. Um dos mais importantes pontos turísticos do Brasil. |
| Ubajara                |        | Brasil    | 30 de abril de 1959     | 6.300     | Localizado no Ceará, preserva importantes trechos de brejos de altitude. |
| Ybycui                 |        | Paraguai  | 16 de maio de 1973      | 3.804     | Localizado no departamento de Paraguarí, preserva remanescentes das Florestas do Alto Paraná na Serra de Ybycuí. |

## Outras Unidades de Conservação Integral Importantes
Existe um grande número de unidades de conservação no domínio da Mata Atlântica, muitas delas pequenas e isoladas. Nesta secção estão listada somente as unidades de conservação que possuem papel chave como "zona núcleo" em importantes corredores ecológicos.
| Nome                    | Imagem | País      | Tipo                                     | Data de Criação        | Área               | Descrição |
| ----------------------- | ------ | --------- | ---------------------------------------- | ---------------------- | ------------------ | --- |
| Aguapeí                 |        | Brasil    | Parque Estadual                          | 02 de julho de 1998    | 9.043,97 hectares  | Localizado no interior de São Paulo, é importante por conservar um dos últimos trechos de várzeas que outrora ocorriam em grande parte dos afluentes do rio Paraná no estado. É também, um dos últimos locais no estado de São Paulo onde ocorre o cervo-do-pantanal.                            |
| Alto Ribeira            |        | Brasil    | Parque Estadual                          | 19 de maio de 1958     | 35.712 hectares    | Junto com outras unidades de conservação, é um dos maiores trechos contínuos da Mata Atlântica brasileira. Também chama a atenção pela enorme concentração de cavernas em sua área. É conhecido popularmente como PETAR.                                                                         |
| Augusto Ruschi          |        | Brasil    | Reserva Biológica                        | 20 de setembro de 1982 | 3.573 hectares     | Localizada no estado do Espírito Santo, é um importante fragmento de Mata Atlântica, ocorrendo espécies raras em outras localidades, como o sagui-da-serra. Sua criação deu-se graças aos esforços do conservacionista Augusto Ruschi, e seu nome é uma homenagem póstuma ao seu idealizador.    |
| Cantareira              |        | Brasil    | Parque Estadual                          | 29 de agosto de 1962   | 7.916,52 hectares  | Localizado na Zona Norte de São Paulo, é uma das maiores florestas em área urbana do mundo, preservando importantes remanescentes do Cinturão Verde de São Paulo. |
| Carlos Botelho          |        | Brasil    | Parque Estadual                          | 10 de setembro de 1982 | 37.644 hectares    | Faz parte de uma importante rede de unidades de conservação do sudoeste paulista. Junto com o Parque Estadual Intervales e o PETAR, protege mais de 1.000 km² de floresta. É o local em que reside a maior população conhecida do muriqui-do-sul.                                                |
| Desengano               |        | Brasil    | Parque Estadual                          | 13 de abril de 1970    | 22.400 hectares    | É o maior remanescente de floresta do norte do Rio de Janeiro, onde se localiza o Pico do Desengano. Hábitat do muriqui-do-norte, espécie endêmica da Mata Atlântica que está criticamente em perigo.                                                                                            |
| Feliciano Miguel Abdala |        | Brasil    | RPPN                                     | 04 de setembro de 2001 | 957,58 hectares    | RPPN localizada no município de Caratinga, em Minas Gerais, é um dos maiores fragmentos de Mata Atlântica da região, e com a maior população do muriqui-do-norte. Essa espécie de primata é estudada no local há mais de 30 anos.                                                                |
| Guaraqueçaba            |        | Brasil    | Estação Ecológica                        | 31 de maio de 1982     | 6.050 hectares     | Localizada no município de Guaraqueçaba, faz parte de um mosaico de unidades de conservação do litoral do Paraná, em um dos maiores trechos contínuos de Mata Atlântica no Brasil. |
| Ilha do Cardoso         |        | Brasil    | Parque Estadual                          | 3 de julho de 1962     | 13.500 hectares    | Importante tanto do ponto de vista ecológico por conter inúmeras espécies endêmicas e muito ameaçadas no bioma da Mata Atlântica, como pelo ponto de vista arqueológico, visto existirem muitos sambaquis no parque.                                                                             |
| Itabó                   |        | Paraguai  | Reserva Biológica                        | 27 de junho de 1984    | 15.208 hectares    | Localizada no departamento do Alto Paraná, no Paraguai, é uma importante unidade de conservação às margens do reservatório de Itaipu. Um dos últimos locais onde ainda existe a onça-pintada no leste do Paraguai.                                                                               |
| Intervales              |        | Brasil    | Parque Estadual                          | 08 de junho de 1995    | 41.705 hectares    | Junto com o PETAR e o Parque Estadual Carlos Botelho, forma um importante trecho contínuo de Mata Atlântica. |
| Juréia-Itatins          |        | Brasil    | Estação Ecológica                        | 20 de janeiro de 1986  | 79.240 hectares    | Uma das mais importantes unidades de conservação do litoral de São Paulo, além da importância biológica, possui importância arqueológica, devido aos inúmeros sambaquis localizados dentro da estação ecológica.                                                                                 |
| Limoy                   |        | Paraguai  | Reserva Biológica                        | 1984                   | 14.828 hectares    | Outra unidade de conservação paraguaia criada por conta da construção da UHE Itaipu. Consiste em um dos maiores fragmentos de Mata Atlântica às margens do rio Paraná. |
| Mata Escura             |        | Brasil    | Reserva Biológica                        | 05 de junho de 2003    | 50.890 hectares    | Maior fragmento de floresta do nordeste de Minas Gerais, essa unidade de conservação está às margens do rio Jequitinhonha. Apresenta espécies muito raras na Mata Atlântica, como o macaco-prego-do-peito-amarelo e a onça-pintada.                                                              |
| Mata Estrela            |        | Brasil    | Reserva particular do patrimônio natural | 31 de março de 2000    | 2,039 93 hectares  | Maior fragmento de floresta no Rio Grande do Norte, a paisagem se caracteriza pela presença de lagoas e praias desertas. É possível encontrar o macaco-prego-galego (Sapajus flavius) e o guariba-de-mãos-ruivas (Alouatta belzebul) na reserva.                                                 |
| Morro do Diabo          |        | Brasil    | Parque Estadual                          | 04 de junho de 1986    | 33.845,33 hectares | É o último grande fragmento de floresta no Pontal do Paranapanema. Maior reserva de peroba de São Paulo e também o local em que apresenta a maior população do mico-leão-preto, espécie endêmica das Florestas do Alto Paraná do interior de São Paulo.                                          |
| Pedra Talhada           |        | Brasil    | Reserva Biológica                        | 13 de dezembro de 1989 | 4.469 hectares     | Maior fragmento das Florestas do Interior de Pernambuco, entre os estados de Pernambuco e Alagoas. Se localiza em área de transição entre a Caatinga e a Mata Atlântica, consistindo num importante centro de endemismo de aves.                                                                 |
| Perobas                 |        | Brasil    | Reserva Biológica                        | 20 de março de 2006    | 8.716 hectares     | Um dos maiores fragmentos de floresta no noroeste do Paraná. Abriga uma grande abundância de espécies de mamíferos. |
| Poço das Antas          |        | Brasil    | Reserva Biológica                        | 11 de março de 1974    | 5.000 hectares     | Conhecida por ser hábitat do mico-leão-dourado, onde foram realizados inúmeros programas bem sucedidos de conservação dessa espécie, que hoje é uma "espécie-bandeira" na preservação da Mata Atlântica brasileira.                                                                              |
| Restingas de Bertioga   |        | Brasil    | Parque Estadual                          | 10 de dezembro de 2010 | 9.312,32 hectares  | Preserva os remanescentes de restingas e mangues do litoral do estado de São Paulo, na cidade de Bertioga. Importante corredor ecológico entre ecossistemas costeiros e a Serra do Mar, sendo crucial na manutenção de processos ecológicos da planície litorânea.                               |
| Rio Doce                |        | Brasil    | Parque Estadual                          | 14 de julho de 1944    | 36.970 hectares    | Maior fragmento de floresta no leste de Minas Gerais, muito importante no contexto da conservação das Florestas do Interior da Bahia. É hábitat do muriqui-do-norte. |
| Saltinho                |        | Brasil    | Reserva Biológica                        | 21 de setembro de 1983 | 548 hectares       | Apesar da pequena área, é um importante fragmento das Florestas Costeiras de Pernambuco. Localizada no município de Tamandaré, abriga espécies muito raras de aves, como o pintor-verdadeiro. |
| Serra do Mar            |        | Brasil    | Parque Estadual                          | 10 de abril de 2004    | 315.000 hectares   | É o maior trecho contínuo de Mata Atlântica e está localizado nas escarpas da Serra do Mar em São Paulo. |
| Sooretama               |        | Brasil    | Reserva Biológica                        | 20 de setembro de 1982 | 24.000 hectares    | Junto com a Reserva da Vale do Rio Doce constitui o maior fragmento de floresta no estado do Espírito Santo. É um dos últimos trechos de "mata de tabuleiro", que se assemelha muito à Floresta Amazônica.                                                                                       |
| Três Picos              |        | Brasil    | Parque Estadual                          | 06 de junho de 2002    | 58.790 hectares    | Localizado na região serrana do Rio de Janeiro, é o maior parque estadual deste estado, formando junto com outras unidades de conservação, um importante mosaico de remanescentes de Florestas da Serra do Mar.                                                                                  |
| Turvo                   |        | Brasil    | Parque Estadual                          | 11 de março de 1947    | 17.492 hectares    | Localizado às margens do rio Uruguai no Rio Grande do Sul, o parque estadual faz fronteira com a Argentina, com o Parque Provincial Moconá. Nesta unidade de conservação se localiza o Salto do Yucumã. É também o último lugar do estado do Rio Grande do Sul onde ainda existe a onça-pintada. |
| União                   |        | Brasil    | Reserva Biológica                        | 22 de abril de 1998    | 2.922, 92 hectares | Importante unidade de conservação do Rio de Janeiro, é fundamental na conservação e reprodução do mico-leão-dourado, juntamente com a Reserva Biológica Poço das Antas. |
| Una                     |        | Brasil    | Reserva Biológica                        | 10 de dezembro de 1980 | 11.400 hectares    | Unidade de conservação do sul da Bahia. É um dos últimos locais onde é encontrado o mico-leão-de-cara-dourada e o macaco-prego-do-peito-amarelo. |
| Urugua-í                |        | Argentina | Parque Provincial                        | 5 de outubro de 1990   | 84.000 hectares    | Faz parte do "Corredor Verde" da província de Misiones na Argentina, sendo um dos maiores trechos contínuos das Florestas do Alto Paraná. |

## Reservas da Biosfera
A Reserva da Biosfera é uma rede de unidades de conservação instituída pela UNESCO, visando ações mais regionais na conservação dos diversos biomas do globo. No domínio da Mata Atlântica existem quatro reservas, localizadas no Brasil, Argentina e Paraguai.
| Nome                        | Imagem | País      | Data de Criação     | Área                | Descrição |
| --------------------------- | ------ | --------- | ------------------- | ------------------- | --- |
| Cinturão Verde de São Paulo |        | Brasil    | 09 de junho de 1994 | 1.611.710 hectares  | Trata-se de uma parte integrante da Reserva da biosfera da Mata Atlântica e abrange 73 municípios do estado de São Paulo. É um importante mosaico de unidades de conservação estaduais e federais por ser o maior trecho contínuo de Mata Atlântica no Brasil. |
| Mata Atlântica              |        | Brasil    | 1993                | 29.473.484 hectares | É a maior Reserva da Biosfera em área florestada do mundo, contando com cerca de 700 unidades de conservação integral como "zonas núcleo". Inclui a Reserva da Biosfera do Cinturão Verde de São Paulo.                                                        |
| Mbaracayú                   |        | Paraguai  | 2000                | 300.000 hectares    | Primeira Reserva da Biosfera paraguaia, consiste em unidades de conservação particulares formando um dos maiores mosaicos de remanescentes das Florestas do Alto Paraná.                                                                                       |
| Yabotí                      |        | Argentina | 1995                | 236.613 hectares    | Compreende um dos maiores trechos de florestas na Argentina e de todo o domínio da Mata Atlântica. Nela estão localizado duas importantes unidades de conservação: a Reserva Esmeralda e o Parque Provincial de Moconá.                                        |